# Maryana com Y
Maryana com Y (Osasco, 1 de julho de 1986), é uma palestrante motivacional, humorologista, empreendedora e autora brasileira. É reconhecida por ser precursora da Inteligência HUMORcional e fundadora da consultoria Humorlab. É pós-graduada em Neurociências e coautora de livros como o Soft Skills, além de ser uma TEDx Speaker.

## Biografia e Carreira
Maryana Rodrigues nasceu em Osasco em 1986. Sua trajetória inclui experiências profissionais e acadêmicas que a levaram a se especializar em inteligência emocional e humor.
Ela formou-se em Educação Física e trabalhou por oito anos na Disney, onde aprofundou seu entendimento sobre o encantamento de clientes e a liderança de equipes. É pós-graduada em Neurociências pela PUC-RS e especializou-se em inteligência emocional através de cursos como Action for Happiness (cujo patrono é o Dalai Lama) e Search Inside Yourself do Google, no Vale do Silício, Estados Unidos. Ela também atuou como Chief Happiness Officer.
Em 2019, Maryana fundou a Humorlab, uma consultoria focada em levar inteligência emocional com bom humor para pessoas e empresas. A empresa busca elevar a sensação de bem-estar, diferenciando "comédia" (para fazer rir) de "bom humor" (para fazer bem).
Como palestrante, Maryana com Y é precursora da Inteligência HUMORcional e humorologista. Ela é uma TEDx Speaker, com sua palestra "Saia do sério e domine a felicidade" tendo impactado mais de 1 milhão de pessoas. Aborda temas como Inteligência Emocional, Relacional, Imaginativa, Positiva, Comunicação e Liderança. Ela já promoveu mais de 500 horas de treinamento para líderes e participou de eventos notáveis como o CONCARH, Estadão Festival Start e o III InovaMente da UNIRV. É criadora da metodologia "Happy Thinking" e do conceito de "Humorologia", que ela define como a arte de trazer humor para o cotidiano e o ambiente corporativo.

## Obras e Publicações
Maryana com Y é coautora do livro "Soft Skills – Competências Essenciais para os Novos Tempos", publicado pela Literare Books International (ISBN 9786586939903), que foi eleito best-seller pela revista Veja e PublishNews. Ela também é coautora de "Balanced Skills" e autora do livro "Destrave sua vida".

## Reconhecimentos e Impacto
Seu TEDx Talk é intitulado "Saia do sério e domine a felicidade" e impactou mais de 1 milhão de pessoas.
A Humorlab, fundada por Maryana com Y, atendeu diversas empresas com palestras e treinamentos. Entre as parcerias notáveis, destaca-se a colaboração com o iFood para o "Clube do Otimismo".
Ela recebeu cobertura da mídia independente, como a entrevista aprofundada no Keep Talent Blog e a matéria na Folha Vitória sobre a Humorlab. Maryana com Y também foi destacada em artigos como "A alegria como vantagem corporativa" no Projeto Draft e "As interessantes ideias de Maryana Rodrigues" no Panorama Mercantil. Ela foi recebida no podcast "Saída de Emergência" da Copastur, onde discutiu o bom humor como vantagem corporativa e sua atuação como CEO da Humorlab.